# イォマグヌット
イォマグヌット（Yomagn'tho イオマント または ヨーマント または ヤマンソ）は、クトゥルフ神話における架空の神性。別名「星々から宴に来たりて貪るもの」。

## 概要
五芒星を描いて次元の扉を開く方法で容易に召喚可能。ただし危険。召喚者自身が喰われる可能性がある。
中に三枚の花弁状の炎が見える環状の炎の姿で現れる。小さく見えるが力は強大で、旧支配者の四大元素理論に従えば炎の精に分類されるが、炎の精の首領格であるクトゥグアと互角の力がある。この時空で召喚者の前に現れる姿は本体ではない。次元の扉の影に潜んでいるとも言われ、次元の扉が開かれると召喚されていなくても出現することがある。
クトゥグアを召喚しようとして、イォマグヌットを呼び出してしまった男の話もある。また、ナイアーラトテップと共に居たところを敵の魔道士が召喚した炎の精に襲撃された男が、イォマグヌットを召喚して敵の魔道士の命を喰わせたことがあるが、その際、炎の精たちは抗おうともせず逃亡している。